# Jogi praktikák (Így jártam anyátokkal)
A Jogi praktikák az Így jártam anyátokkal című televízió-sorozat második évadának hatodik epizódja. Eredetileg 2006. október 23-án vetítették, míg Magyarországon 2008. november 10-én.
Ebben az epizódban Lily Ted cégénél kap állást, miközben Barney el akarja csábítani a jó jegyért Marshall egyetemi tanárát.

## Cselekmény
Mióta Lily visszatért San Franciscóból, nem találja a helyét. Volt életvezetési tanácsadó, tengerbiológus, slam poet, és még méhész is, majd egy Hawaii-témájú étteremben köt ki. Amikor cikizni kezdik otthagyja azt az állást is, és Ted javaslatára az építészcégénél helyezkedik el, mint asszisztens. A cégnél az egyik legnagyobb sztár az építészlegenda, Hammond Druthers, aki azonban nagyképű és tiszteletlenül viselkedik a kollégáival. Hogy "megbüntesse", Lily azt teszi vele, mint amit az óvodásokkal csinált: elveszi az egyik játékát, amíg jól nem viselkedik. Ez Druthers esetében egy baseball-labda, amit Pete Rose háromszor is aláírt. Ted ezt egyáltalán nem tartja jó ötletnek, különösen amikor Druthers bejelenti, hogy amíg nem kapja vissza a labdát, folyamatosan kirúg egy-egy embert. Lily ekkor sem enged, mire Ted őt rúgja ki.
Eközben egész idő alatt arra próbálta motiválni Tedet, hogy mutassa meg a saját felhőkarcoló-tervét Druthersnek. Aki, bár ez fel sem tűnik neki, egy hatalmas péniszt tervezett. Ted nem akarja a legendát megalázni ezzel, viszont amikor a megrendelő is megnézi a terveket és felháborodik rajtuk, erőt vesz magán, és elmondja, hogy van egy második tervük is. Ily módon megmenti a napot, és még elő is léptetik projektvezetőnek. Szeretné visszavenni Lilyt, de ő azt mondja, hogy szeretne inkább visszamenni az óvodába, ahol régen is volt.
Eközben Marshall az egyik egyetemi tanára, Lewis professzor miatt lamentál. A nőtől most vált el a férje, és emiatt csak még szigorúbb lett. Szerinte csak meg kellene őt fektetni – Barney, aki elfogadja a kihívást, egy "pumát" lát benne, akit be kell cserkészni. El is csábítja, de az este után is csak hármas alát ad Marshallnak. Barney, aki a kihívást keresi, végül könyörög a nőnek egy újabb esélyért. Az újabb éjszaka hatására Barney kificamodott csípővel kerül kórházba, de eléri, amit akart: Marshall négyes fölét kap. Szeretne még egyszer próbálkozni az ötösért, de Marshall azt mondja neki, hagyja elmenni, a pumának a vadonban a helye.

## Kontinuitás
- Barney első alkalommal fogad el egy kihívást.
- Lily első alkalommal használja speciális "igazságszolgáltatását".
- A Ted által tervezett épületet a "Ted Mosby, az építész" című rész során készítette el.

## Jövőbeli visszautalások
- Barney később is megkülönbözteti a "pumákat" a többi 30 feletti nőtől, akikkel nem kezd ki.
- Ted tervének sikere az előléptetéséhez vezet ("Atlantic City"), majd ahhoz, hogy projektvezetőként ki kell rúgnia Hammond Druthers-t ("Oszlopok").
- Barney "A görcs" című epizódban is sikertelen egy idősebb nőnél.
- Barney a későbbiekben is kórházba kerül még egyszer ("Csodák"), majd fizikoterápiára is jár ("Ismerlek?")
- "A tanú" című részben a Tedről szóló magazin címlapján is megemlítik a felhőkarcolója tervét.
- A pénisz formájú épületről a "Napfelkelte" című részben is említést tesznek.

## Érdekességek
- 2018-ban Pekingben a valóságban is átadtak egy pénisz formájú épületet.
- Mikor Barney kopogtat Marshall tanárárnak az ajtaján, jól látható, hogy a díszlet beleremeg.
- Barney megiszik egy csomag Red Bull-t, aztán eldobja őket, viszont amikor benyit az ajtón, a háttérben ott láthatók.

## Vendégszereplők
- Bryan Cranston – Hammond Druthers
- Jane Seymour – Lewis professzor

## Zene
- The World Record – We’re #1

## Fordítás
- Ez a szócikk részben vagy egészben  az   Aldrin Justice című angol Wikipédia-szócikk ezen változatának fordításán alapul.  Az eredeti cikk szerkesztőit annak laptörténete sorolja fel. Ez a jelzés csupán a megfogalmazás eredetét és a szerzői jogokat jelzi, nem szolgál a cikkben szereplő információk forrásmegjelöléseként.| - m - v - sz « előző Így jártam anyátokkal 2. évad következő »                                                                                                                                                                                                                                                                                                                                                       | - m - v - sz « előző Így jártam anyátokkal 2. évad következő » |
| --- | -------------------------------------------------------------- |
| - Az Így jártam anyátokkal epizódjainak listája |                                                                |
| - Hol is tartottunk? - A skorpió és a varangy - Villásreggeli - Ted Mosby, az építész - A világ legjobb párosa - Jogi praktikák - Swarley - Atlantic City - A pofogadás - Szingliszellem - Hogyan lopta el Lily a karácsonyt - Először New Yorkban - Oszlopok - A hétfő esti meccs - A szerencsepénz - Cuccok - Arrivederci, Fiero - A költözés - A legénybúcsú - Nyílt kártyákkal - Valami kölcsönvett - Valami kék |                                                                |